# Трипа

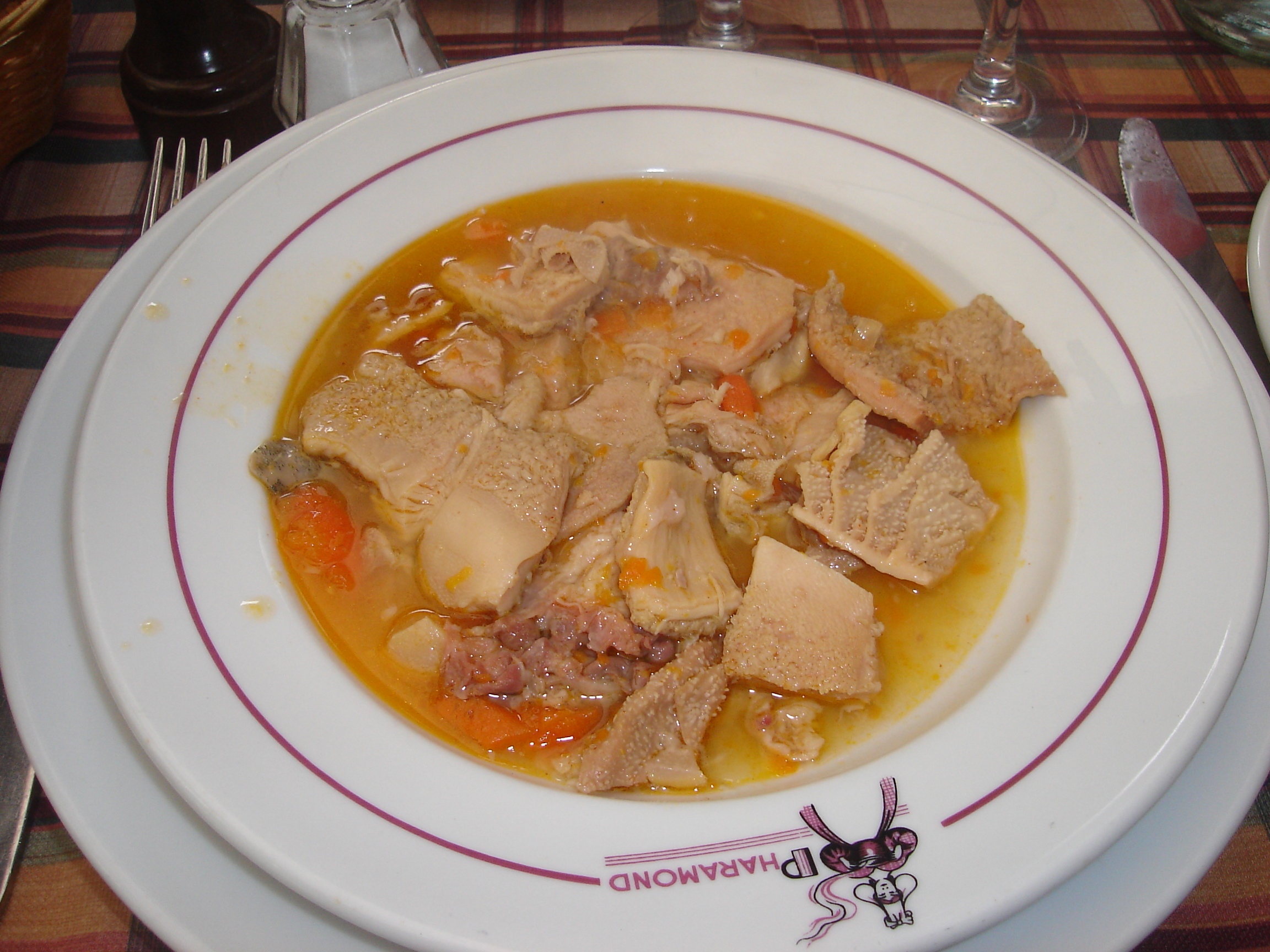
Трипа

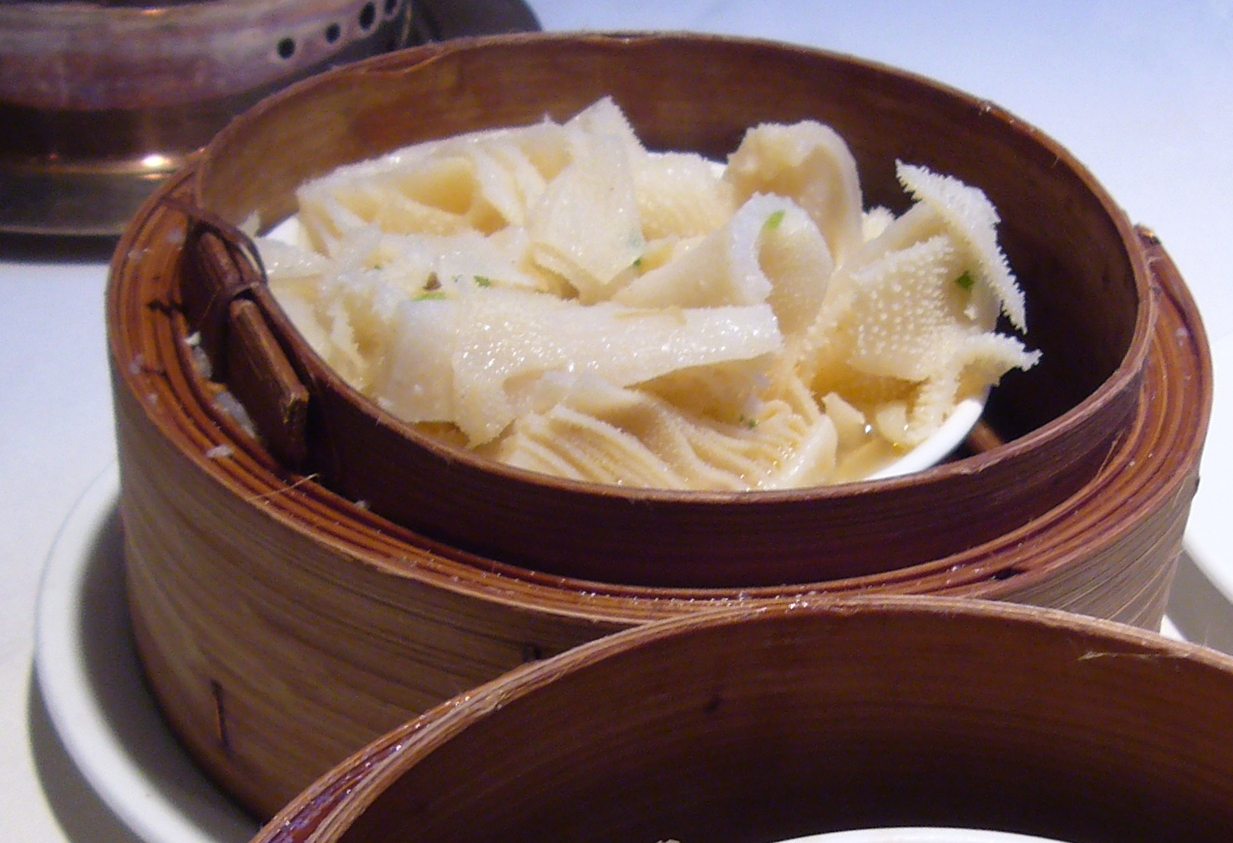
Відварений шлунок

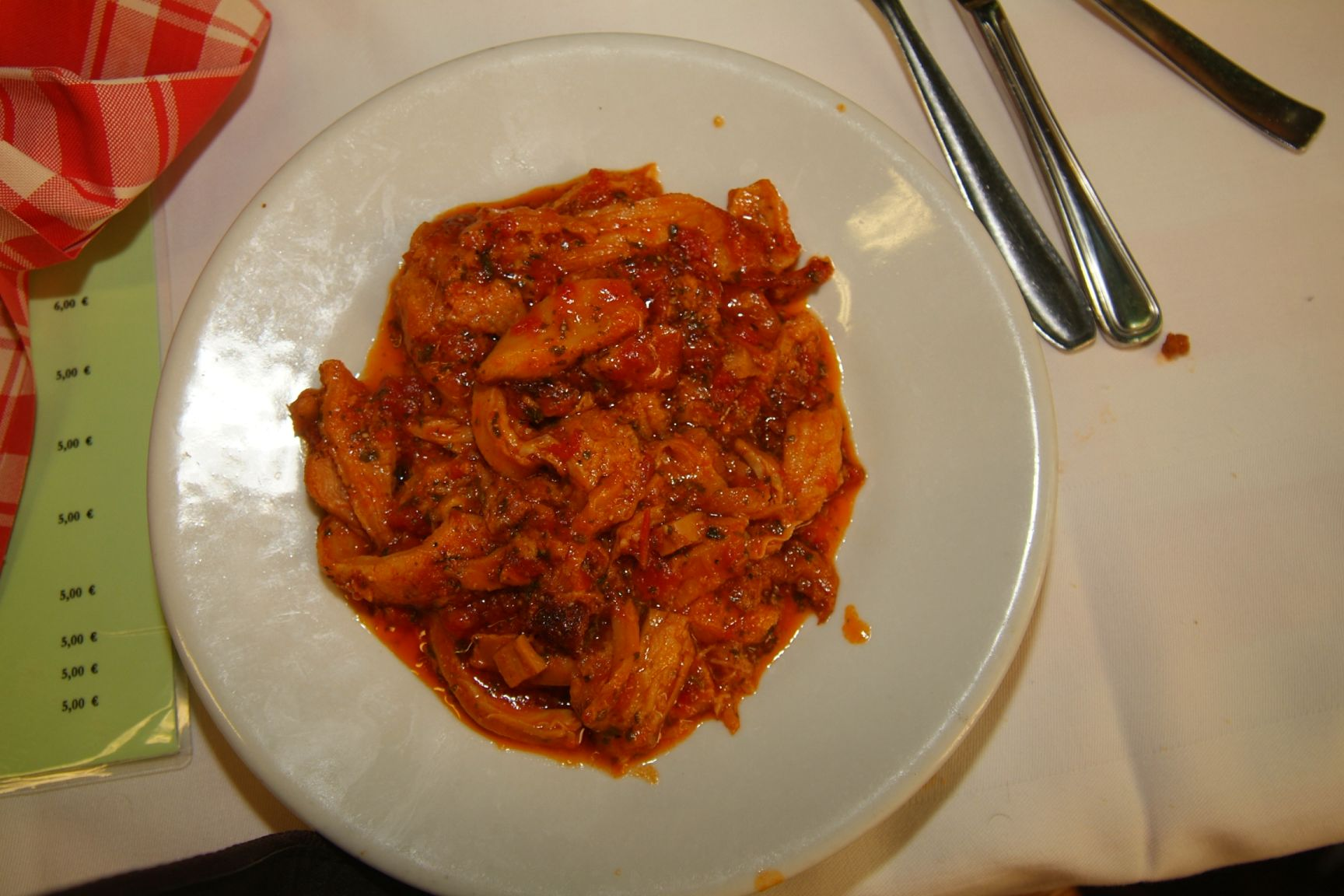
Тріпа по-ліворнськи

Трипа, флячки, рубці (італ. trippa) — традиційна страва італійської кухні, для приготування якої використовують субпродукти (телячий шлунок).
Перед споживанням рубець повинен бути ретельно вимитий і очищений. Найкраще варити його протягом двох або трьох годин у воді з сіллю (1 столова ложка на літр води), щоб пом'якшити його, а також очистити.

## Трипа по-флорентійськи
Трипа по-флорентійськи (італ. trippa alla fiorentina) — найпопулярніший різновид трипи.
Складність: середня

Час приготування: 45 хв.

Кількість: на 4 персони.
Спочатку тонко нарізати рубець, добре промити і просушити його. Почистіть цибулю, селеру і моркву, потім наріжте овочі на дрібні кубики.
Розігрійте олію, масло з часником, лавровим листком в місткій каструлі, додайте овочі і через декілька хвилин — підготовлений шлунок. Коли той підсмажиться — витягніть часник з каструлі. Додайте вино і готуйте страву, поки воно не випарується.
Тепер додайте помідори, сіль і перець за смаком і продовжуйте готувати трипу, поливаючи її час від часу гарячим бродо і часто перемішуючи.
Коли страва готова, посипте пармезаном і залиште на 5 хв. Подавайте тріпу гарячою і, за бажанням, можна іще додати дрібку пармезану.
Поради:
- Трипу можна споживати як самостійну страву, або супроводжувати гарніром: картоплею, пюре або овочами (зелені боби або шпинат з часником, пасерований в олії).
- Радимо купити вже очищений і підварений рубець, щоб скоротити час приготування, а по-друге, щоб уникнути «ритуалу» очищення рубця.

Інгредієнти:
- біле вино (0,5 склянки)

Рецепт з фото «trippa alla fiorentina»

## Цікавинки
Відомий вислів римського мера Ернесто Натана (поч. 1900): «nun c'è trippa pe' gatti»(для котів трипи немає), коли той збирався викреслити з бюджету Риму витрати на утримання безпритульних котів.